# M/S Gustaf III
M/S Gustaf III, tidigare HMS Rindö, är ett svenskt motoriserat, tidigare ångfartyg.
Fartyget byggdes av Bergsunds Mekaniska Verkstad i Stockholm och sjösattes 1912 som HMS Rindö. Hon levererades till Kustartilleriet i Vaxholm, som använde fartyget för transporter mellan Vaxön och Rindö fram till 1950.
År 1951 sökte centralbiblioteket på Lidingö med länsbibliotekarie Elise Adelsköld bidrag till ett nytt uppsökande kulturprojekt med bokbuss och bokbåt. 1952 beviljades ansökan till bokbåten av landstinget och Elise Adelsköld fick hyra HMS Rindö av kustartilleriet. Den 5 maj 1953 avgick första turen för bokbåten, som var den första bokbåten i Stockholms län.
År 1974 köptes fartyget av Rederi AB Sommar & Sol som döpte om fartyget till M/S Gustaf III efter renovering och ombyggnation.
År 1995 köpte Ångfartygs AB Strömma Kanal fartyget. Hon har sin kajplats vid Nybroviken i Stockholm.